# التتمة فی تواریخ الائمة
التتمة فی تواریخ الائمة اثر سید تاج‌الدین حسینی محدث و فقیه سدهٔ دهم و یازدهم هجری است. موضوع کتاب دربارهٔ تاریخ زندگی امامان شیعه است. تاریخ اتمام نگارش ۱۰۱۸ هجری است. آقابزرگ تهرانی در الذریعه نام آن را «التتمة فی معرفة الائمة» عنوان می‌کند.